# Prvi razred 1938-1939
La Prvi razred 1938./39. (in lingua italiana prima classe 1938-39), in cirillico Први разред 1938./39., fu la ventesima edizione della massima divisione delle varie sottofederazioni (podsaveze) in cui era diviso il sistema calcistico del Regno di Jugoslavia.
Questa fu la quinta edizione della Prvi razred come seconda divisione: le vincitrici delle varie sottofederazioni non si sarebbero sfidate per il titolo, bensì per la promozione al Državno prvenstvo (campionato nazionale) della stagione successiva.

## Sottofederazioni
```
Le vincitrici delle 14 sottofederazioni si sfidano per 2 posti nel 
Državno prvenstvo 1939-1940
: vengono divise in due gruppi e le vincitrici vengono ammesse al campionato nazionale.
[
1
]
```

### Lubiana
```
Le prime due classificate dei e gironi (Lubiana, Celje e Maribor), più le terze classificate di Lubiana e Maribor, accedono alla fase finale.
```

| QUARTI DI FINALE                   |     |     |
| Kranj – Železničar Maribor         | 2–3 | 3–1 |
| 1.SŠK Maribor – Hermes Lubiana     | 2–0 | 2–2 |
| Athletik Celje – Bratstvo Jesenice | 2–2 | 0–4 |
| ČSK Čakovec – Celje                | 3–0 | 2–1 |
| SEMIFINALI                         |     |     |
| 1.SŠK Maribor – Kranj              | 3–1 | 4–3 |
| ČSK Čakovec – Bratstvo Jesenice    | 3–0 | 0–4 |
| FINALE                             |     |     |
| Bratstvo Jesenice – 1.SŠK Maribor  | 1–3 | 1–2 |
| Fonte: exyufudbal                  |     |     |

### Zagabria
|                   | Pos. | Squadra              | Pt | G  | V | N | P  | GF | GS | QR    |
| ----------------- | ---- | -------------------- | -- | -- | - | - | -- | -- | -- | ----- |
|                   | 1.   | Concordia Zagabria   | 20 | 14 | 9 | 2 | 3  | 37 | 9  | 4,111 |
|                   | 2.   | ZET Zagabria         | 19 | 14 | 8 | 3 | 3  | 20 | 20 | 1,000 |
|                   | 3.   | Ferraria Zagabria    | 17 | 14 | 7 | 3 | 4  | 26 | 23 | 1,130 |
|                   | 4.   | Ličanin Zagabria     | 16 | 14 | 6 | 4 | 4  | 35 | 17 | 2,058 |
|                   | 5.   | Željezničar Zagabria | 15 | 14 | 5 | 5 | 4  | 25 | 22 | 1,136 |
|                   | 6.   | Viktorija Zagabria   | 11 | 14 | 5 | 1 | 8  | 28 | 32 | 0,875 |
|                   | 7.   | Šparta Zagabria      | 11 | 14 | 5 | 1 | 8  | 23 | 39 | 0,589 |
|                   | 8.   | Makabi Zagabria      | 3  | 14 | 1 | 1 | 12 | 12 | 53 | 0,226 |
| Fonte: exyufudbal |      |                      |    |    |   |   |    |    |    |       |

### Osijek
|                   | Pos. | Squadra          | Pt | G  | V  | N | P  | GF | GS | QR    |
| ----------------- | ---- | ---------------- | -- | -- | -- | - | -- | -- | -- | ----- |
|                   | 1.   | Bata Borovo      | 26 | 14 | 12 | 2 | 0  | 67 | 12 | 5,583 |
|                   | 2.   | Slavija Osijek   | 25 | 14 | 12 | 1 | 1  | 68 | 11 | 6,181 |
|                   | 3.   | Elektra Osijek   | 14 | 14 | 6  | 2 | 6  | 27 | 26 | 1,038 |
|                   | 4.   | Hajduk Osijek    | 14 | 14 | 7  | 0 | 7  | 33 | 39 | 0,846 |
|                   | 5.   | ŠK Gvožđar       | 14 | 14 | 7  | 0 | 7  | 29 | 50 | 0,580 |
|                   | 6.   | Građanski Osijek | 10 | 14 | 4  | 2 | 8  | 25 | 38 | 0,657 |
|                   | 7.   | Olimpija Osijek  | 5  | 14 | 2  | 1 | 11 | 18 | 46 | 0,391 |
|                   | 8.   | Grafičar Osijek  | 4  | 14 | 2  | 0 | 12 | 13 | 58 | 0,224 |
| Fonte: exyufudbal |      |                  |    |    |    |   |    |    |    |       |

### Subotica

#### Gruppo Subotica
|                   | Pos. | Squadra           | Pt | G  | V  | N | P | GF | GS | QR    |
| ----------------- | ---- | ----------------- | -- | -- | -- | - | - | -- | -- | ----- |
|                   | 1.   | ŽAK Subotica      | 22 | 12 | 11 | 0 | 1 | 66 | 11 | 6,000 |
|                   | 2.   | Bačka Subotica    | 19 | 12 | 9  | 1 | 2 | 45 | 14 | 3,214 |
|                   | 3.   | SAND Subotica     | 18 | 12 | 8  | 2 | 2 | 27 | 21 | 1,285 |
|                   | 4.   | SMTC              | 7  | 12 | 2  | 3 | 7 | 15 | 23 | 0,652 |
|                   | 5.   | Bunjevac          | 7  | 12 | 2  | 3 | 7 | 13 | 30 | 0,433 |
|                   | 6.   | Sport             | 7  | 12 | 2  | 3 | 7 | 8  | 38 | 0,210 |
|                   | 7.   | Zrinjski Subotica | 4  | 12 | 1  | 2 | 9 | 17 | 54 | 0,314 |
| Fonte: exyufudbal |      |                   |    |    |    |   |   |    |    |       |

#### Gruppo Provincia
|                   | Pos. | Squadra               | Pt | G  | V  | N | P  | GF | GS | QR    |
| ----------------- | ---- | --------------------- | -- | -- | -- | - | -- | -- | -- | ----- |
|                   | 1.   | Dulcis Vrbas          | 23 | 18 | 10 | 3 | 5  | 51 | 23 | 2,217 |
|                   | 2.   | ASK Apatin            | 22 | 18 | 10 | 2 | 6  | 56 | 33 | 1,696 |
|                   | 3.   | Građanski Stari Bečej | 22 | 18 | 9  | 4 | 5  | 33 | 27 | 1,222 |
|                   | 4.   | Jugosloven Senta      | 20 | 18 | 8  | 4 | 6  | 45 | 28 | 1,607 |
|                   | 5.   | Hajduk Kula           | 20 | 18 | 9  | 2 | 7  | 40 | 29 | 1,379 |
|                   | 6.   | Odžački ŠK            | 19 | 18 | 7  | 5 | 6  | 34 | 27 | 1,259 |
|                   | 7.   | Senta                 | 17 | 18 | 6  | 5 | 7  | 28 | 33 | 0,848 |
|                   | 8.   | Bezdansko SU          | 15 | 18 | 7  | 1 | 10 | 35 | 55 | 0,636 |
|                   | 9.   | SSU Sombor            | 13 | 18 | 6  | 1 | 11 | 28 | 46 | 0,608 |
|                   | 10.  | Crvenka               | 9  | 18 | 4  | 1 | 13 | 29 | 69 | 0,420 |
| Fonte: exyufudbal |      |                       |    |    |    |   |    |    |    |       |

#### Finale
| Partite                     | And. | Rit. |
| --------------------------- | ---- | ---- |
| FINALE SOTTOFEDERALE        |      |      |
| ŽAK Subotica – Dulcis Vrbas | 5–0  | 6–2  |
| Fonte: exyufudbal           |      |      |

### Novi Sad
|                   | Pos. | Squadra                | Pt | G  | V  | N | P  | GF | GS | QR    |
| ----------------- | ---- | ---------------------- | -- | -- | -- | - | -- | -- | -- | ----- |
|                   | 1.   | Vojvodina              | 23 | 14 | 11 | 1 | 2  | 59 | 20 | 2,950 |
|                   | 2.   | Mačva Šabac            | 20 | 14 | 9  | 2 | 3  | 55 | 30 | 1,833 |
|                   | 3.   | Građanski S. Mitrovica | 16 | 14 | 7  | 2 | 5  | 41 | 38 | 1,078 |
|                   | 4.   | Železničar Inđija      | 15 | 14 | 7  | 1 | 6  | 50 | 24 | 2,083 |
|                   | 5.   | NAK Novi Sad           | 14 | 14 | 5  | 4 | 5  | 37 | 29 | 1,275 |
|                   | 6.   | Sloga Bačka Palanka    | 11 | 14 | 5  | 1 | 8  | 24 | 48 | 0,500 |
|                   | 7.   | Istra Novi Sad         | 10 | 14 | 3  | 4 | 7  | 19 | 40 | 0,475 |
|                   | 8.   | Radnički Novi Sad      | 3  | 14 | 1  | 1 | 14 | 12 | 69 | 0,173 |
| Fonte: exyufudbal |      |                        |    |    |    |   |    |    |    |       |

### Petrovgrad
|                   | Pos. | Squadra             | Pt | G  | V  | N | P  | GF | GS  | QR    |
| ----------------- | ---- | ------------------- | -- | -- | -- | - | -- | -- | --- | ----- |
|                   | 1.   | Borac Petrovgrad    | 31 | 18 | 14 | 3 | 1  | 78 | 21  | 3,714 |
|                   | 2.   | Jugoslavija Jabuka  | 28 | 18 | 14 | 0 | 4  | 64 | 21  | 3,047 |
|                   | 3.   | ŽAK Kikinda         | 24 | 18 | 11 | 2 | 5  | 65 | 39  | 1,666 |
|                   | 4.   | Sloga Kikinda       | 21 | 18 | 9  | 3 | 6  | 48 | 34  | 1,411 |
|                   | 5.   | Obilić Petrovgrad   | 20 | 18 | 10 | 0 | 8  | 46 | 40  | 1,150 |
|                   | 6.   | ŽSK Petrovgrad      | 19 | 18 | 8  | 3 | 7  | 47 | 44  | 1,068 |
|                   | 7.   | Dušan Silni Vršac   | 13 | 18 | 5  | 3 | 10 | 42 | 49  | 0,857 |
|                   | 8.   | Radnički Petrovgrad | 12 | 18 | 4  | 4 | 10 | 35 | 46  | 0,760 |
|                   | 9.   | Jedinstvo Pančevo   | 10 | 18 | 4  | 2 | 12 | 31 | 55  | 0,563 |
|                   | 10.  | Radnički Vršac      | 2  | 18 | 1  | 0 | 17 | 12 | 116 | 0,103 |
| Fonte: exyufudbal |      |                     |    |    |    |   |    |    |     |       |

### Belgrado
|                   | Pos. | Squadra                      | Pt | G  | V  | N | P | GF | GS | QR    |
| ----------------- | ---- | ---------------------------- | -- | -- | -- | - | - | -- | -- | ----- |
|                   | 1.   | Čukarički                    | 27 | 16 | 13 | 1 | 2 | 58 | 19 | 3,052 |
|                   | 2.   | Električna centrala Belgrado | 21 | 16 | 10 | 1 | 5 | 36 | 28 | 1,285 |
|                   | 3.   | Sloga Belgrado               | 17 | 16 | 8  | 1 | 7 | 36 | 31 | 1,161 |
|                   | 4.   | Vitez Zemun                  | 16 | 16 | 6  | 4 | 6 | 34 | 24 | 1,416 |
|                   | 5.   | Borac Belgrado               | 16 | 16 | 6  | 4 | 6 | 30 | 32 | 0,937 |
|                   | 6.   | Obilić                       | 14 | 16 | 4  | 6 | 6 | 33 | 38 | 0,868 |
|                   | 7.   | Radnički Belgrado            | 13 | 16 | 4  | 5 | 7 | 24 | 25 | 0,960 |
|                   | 8.   | Grafičar Belgrado            | 11 | 16 | 4  | 3 | 9 | 30 | 52 | 0,576 |
|                   | 9.   | BUSK Belgrado                | 10 | 16 | 3  | 4 | 9 | 25 | 57 | 0,438 |
|                   | –    | ZAŠK Zemun                   | –  | –  | –  | – | – | –  | –  | –     |
| Fonte: exyufudbal |      |                              |    |    |    |   |   |    |    |       |

### Banja Luka

#### Fase finale
| Partite                                    | And. | Rit. | Bella |
| ------------------------------------------ | ---- | ---- | ----- |
| ELIMINATORIA                               |      |      |       |
| Vitez Banja Luka – Jedinstvo Mrkonjić Grad | 7–0  | 7–0  |       |
| QUARTI DI FINALE                           |      |      |       |
| Slaven Dobrljin – Krajišnik                | 1–8  | 1–8  |       |
| Borac Banja Luka – Građanski Prijedor      | 7–1  | 1–2  |       |
| Sava B. Gradiška – Vitez Banja Luka        | 1–5  | 1–2  |       |
| Slavija Prijedor – Olimp Pilana            | 1–1  | 0–2  |       |
| SEMIFINALI                                 |      |      |       |
| Borac Banja Luka – Krajišnik               | 1–0  | 0–1  | 0–4   |
| Olimp Pilana – Vitez Banja Luka            | 2–0  | ?    |       |
| FINALE SOTTOFEDERALE                       |      |      |       |
| Krajišnik – Olimp Pilana                   | 7–1  | 7–1  |       |
| Fonte: exyufudbal                          |      |      |       |

### Sarajevo
|                   | Pos. | Squadra         | Pt | G  | V  | N | P  | GF | GS | QR    |
| ----------------- | ---- | --------------- | -- | -- | -- | - | -- | -- | -- | ----- |
|                   | 1.   | SAŠK            | 22 | 12 | 11 | 0 | 1  | 49 | 9  | 5,444 |
|                   | 2.   | Hajduk Sarajevo | 20 | 12 | 8  | 4 | 0  | 48 | 11 | 4,363 |
|                   | 3.   | Sloga           | 16 | 12 | 7  | 2 | 3  | 20 | 13 | 1,538 |
|                   | 4.   | Đerzelez        | 13 | 12 | 6  | 1 | 5  | 20 | 16 | 1,250 |
|                   | 5.   | Željezničar     | 5  | 12 | 1  | 3 | 8  | 12 | 35 | 0,342 |
|                   | 6.   | Petar Kočić     | 5  | 12 | 2  | 1 | 9  | 14 | 42 | 0,333 |
|                   | 7.   | Makabi          | 4  | 12 | 1  | 1 | 10 | 4  | 41 | 0,097 |
| Fonte: exyufudbal |      |                 |    |    |    |   |    |    |    |       |

### Spalato
|                   | Pos. | Squadre             | Pt | G  | V | N | P | GF | GS | QR    |
| ----------------- | ---- | ------------------- | -- | -- | - | - | - | -- | -- | ----- |
|                   | 1.   | JRŠK Spalato        | 17 | 10 | 7 | 3 | 0 | 28 | 4  | 7,000 |
|                   | 2.   | Majstor s mora      | 17 | 10 | 8 | 1 | 1 | 39 | 7  | 5,571 |
|                   | 3.   | AŠK Spalato         | 10 | 10 | 5 | 0 | 5 | 17 | 22 | 0,772 |
|                   | 4.   | Građanski Dubrovnik | 7  | 10 | 2 | 3 | 5 | 12 | 29 | 0,413 |
|                   | 5.   | Nada Spalato        | 5  | 10 | 2 | 1 | 7 | 6  | 33 | 0,181 |
|                   | 6.   | Osvit Šibenik       | 4  | 10 | 1 | 2 | 7 | 17 | 24 | 0,708 |
| Fonte: exyufudbal |      |                     |    |    |   |   |   |    |    |       |

### Cettigne
```
Il numero delle squadre partecipanti sale da 14 a 30 poiché, alla sottofederazione di Cettigne, vengono aggiunte squadre dalla 
Erzegovina
 (da località come 
Trebinje
, 
Bileća
, 
Avtovac
, 
Ljubinje
, 
Gacko
 e 
Nevesinje
), prima ricadenti sotto quella di Sarajevo.
```

| Partite                            | And. | Rit. | Bella |
| ---------------------------------- | ---- | ---- | ----- |
| PRIMO TURNO                        |      |      |       |
| Jugoslavja Trebinje – Leotar       | ?    | ?    |       |
| Jugosloven Kotor – Arsenal Tivat   | ?    | ?    |       |
| Sloga Cetinje – Crnogorac          | 2–0  | 0–2  | 3–2   |
| SEMIFINALI                         |      |      |       |
| Arsenal Tivat – Jugoslavija/Leotar | ?    | ?    |       |
| Balšić – Sloga Cetinje             | 1–0  | 2–1  |       |
| FINALE SOTTOFEDERALE               |      |      |       |
| Balšić – Arsenal Tivat             | 3–2  | 2–0  |       |
| Fonte: exyufudbal                  |      |      |       |

### Kragujevac
|                   | Pos. | Squadra             | Pt | G  | V | N | P | GF | GS | QR    |
| ----------------- | ---- | ------------------- | -- | -- | - | - | - | -- | -- | ----- |
|                   | 1.   | Radnički Kragujevac | 18 | 10 | 9 | 0 | 1 | 27 | 7  | 3,857 |
|                   | 2.   | Jagodina            | 11 | 10 | 5 | 1 | 4 | 18 | 17 | 1,058 |
|                   | 3.   | Jedinstvo Čačak     | 9  | 10 | 3 | 3 | 4 | 16 | 18 | 0,888 |
|                   | 4.   | Šumadija 1903       | 8  | 10 | 3 | 2 | 5 | 20 | 12 | 1,666 |
|                   | 5.   | Slavija Kragujevac  | 8  | 10 | 3 | 2 | 5 | 12 | 18 | 0,666 |
|                   | 6.   | Jadran Kragujevac   | 6  | 10 | 2 | 2 | 6 | 11 | 32 | 0,343 |
| Fonte: exyufudbal |      |                     |    |    |   |   |   |    |    |       |

### Niš
|                   | Pos. | Squadra            | Pt | G  | V | N | P | GF | GS | QR    |
| ----------------- | ---- | ------------------ | -- | -- | - | - | - | -- | -- | ----- |
|                   | 1.   | Car Lazar Kruševac | 15 | 10 | 7 | 1 | 2 | 19 | 8  | 2,375 |
|                   | 2.   | Pobeda Niš         | 13 | 10 | 5 | 3 | 2 | 16 | 10 | 1,600 |
|                   | 3.   | Građanski Niš      | 11 | 10 | 4 | 3 | 3 | 11 | 12 | 0,916 |
|                   | 4.   | Momčilo Leskovac   | 10 | 10 | 4 | 2 | 4 | 18 | 21 | 0,857 |
|                   | 5.   | Jedinstvo Zaječar  | 9  | 10 | 4 | 1 | 5 | 21 | 12 | 1,750 |
|                   | 6.   | Omladinac Pirot    | 2  | 10 | 1 | 0 | 9 | 5  | 27 | 0,185 |
| Fonte: exyufudbal |      |                    |    |    |   |   |   |    |    |       |

### Skopje
|                   | Pos. | Squadra        | Pt | G  | V | N | P | GF | GS | QR    |
| ----------------- | ---- | -------------- | -- | -- | - | - | - | -- | -- | ----- |
|                   | 1.   | SSK Skopje     | 19 | 10 | 9 | 1 | 0 | 33 | 6  | 5,500 |
|                   | 2.   | ZŠK Jug Skopje | 17 | 10 | 8 | 1 | 1 | 47 | 8  | 5,875 |
|                   | 3.   | Vardar Skopje  | 10 | 10 | 5 | 0 | 5 | 30 | 23 | 1,304 |
|                   | 4.   | Hajduk Skopje  | 6  | 10 | 3 | 0 | 7 | 25 | 29 | 0,862 |
|                   | 5.   | Sparta Skopje  | 6  | 10 | 3 | 0 | 7 | 18 | 34 | 0,528 |
|                   | 6.   | Balkan Skopje  | 2  | 10 | 1 | 0 | 9 | 12 | 65 | 0,184 |
| Fonte: exyufudbal |      |                |    |    |   |   |   |    |    |       |

## Spareggi
```
I club croati annullano la loro partecipazione alla lega nazionale. Dal 26 agosto 1939, il 
regno di Jugoslavia
 ha nuova struttura calcistica: vengono creati il 
girone croato-sloveno
 e quello 
serbo
, ambedue da 10 squadre ciascuno. Quindi, oltre alle vincitrici dei 2 gruppi, viene organizzato un ulteriore spareggio per un altro posto nella 
Srpska liga 1939-40
. Lo 
Slavija Varaždin
, ultimo nel 
Državno prvenstvo 1938-1939
, sfida la vincitrice della fase provinciale della sottofederazione di Zagabria (
Bjelovar
) per un posto nella 
Hrvatsko-slovenska liga 1939-40
.
[
4
]
```

### I gruppo
| Squadra 1                                                                         | Totale        | Squadra 2     | Andata     | Ritorno    |
| --------------------------------------------------------------------------------- | ------------- | ------------- | ---------- | ---------- |
| PRIMO TURNO                                                                       | PRIMO TURNO   | PRIMO TURNO   | 04.06.1939 | 11.06.1939 |
| 1.SŠK Maribor                                                                     | 2–8           | Bata Borovo   | 2–5        | 0–3        |
| Velež Mostar                                                                      | 2–6           | Krajišnik     | 0–2        | 2–4        |
| Balšić esentato Concordia Zagabria e JRŠK Spalato boicottano la JNS e si ritirano |               |               |            |            |
| SECONDO TURNO                                                                     | SECONDO TURNO | SECONDO TURNO | 18.06.1939 | 25.06.1939 |
| Bata Borovo                                                                       | 5–4           | Balšić        | 3–3        | 2–1        |
| Krajišnik esentato per il ritiro di Concordia Zagabria e JRŠK Spalato             |               |               |            |            |
| TERZO TURNO                                                                       | TERZO TURNO   | TERZO TURNO   | 02.07.1939 | 09.07.1939 |
| Bata Borovo                                                                       | 4–1           | Krajišnik     | 3–0        | 1–1        |
| Fonte: exyufudbal                                                                 |               |               |            |            |

```
Bata Borovo
 qualificato alla 
Srpska liga 1939-40
```

### II gruppo
| Squadra 1           | Totale        | Squadra 2           | Andata     | Ritorno    |
| ------------------- | ------------- | ------------------- | ---------- | ---------- |
| PRIMO TURNO         | PRIMO TURNO   | PRIMO TURNO         | 04.06.1939 | 11.06.1939 |
| Čukarički           | 3–7           | Borac Petrovgrad    | 2–2        | 1–5        |
| ŽAK Subotica        | 3–2           | Radnički Kragujevac | 2–0        | 1–2        |
| Car Lazar Kruševac  | 1–3           | Vojvodina           | 1–1        | 0–2        |
| SSK Skopje esentato |               |                     |            |            |
| SECONDO TURNO       | SECONDO TURNO | SECONDO TURNO       | 18.06.1939 | 25.06.1939 |
| Borac Petrovgrad    | 2–6           | SSK Skopje          | 2–0        | 0–6        |
| ŽAK Subotica        | 3–4           | Vojvodina           | 1–1        | 2–3        |
| TERZO TURNO         | TERZO TURNO   | TERZO TURNO         | 02.07.1939 | 09.07.1939 |
| SSK Skopje          | 3–6           | Vojvodina           | 2–2        | 1–4        |
| Fonte: exyufudbal   |               |                     |            |            |

```
Vojvodina
 qualificato alla 
Srpska liga 1939-40
```

### Gruppo ripescaggio
| Squadra 1         | Totale     | Squadra 2    | Andata     | Ritorno    |
| ----------------- | ---------- | ------------ | ---------- | ---------- |
| SEMIFINALI        | SEMIFINALI | SEMIFINALI   | 23.07.1939 | 30.07.1939 |
| Krajišnik         | 3–5        | ŽAK Subotica | 3–1        | 0–4        |
| Balšić            | 3–1        | SSK Skopje   | 1–0        | 2–1        |
| FINALE            | FINALE     | FINALE       | 06.08.1939 | 13.08.1939 |
| Balšić            | 2–6        | ŽAK Subotica | 1–1        | 1–5        |
| Fonte: exyufudbal |            |              |            |            |

```
ŽAK Subotica
 qualificato alla 
Srpska liga 1939-40
```

### Spareggio croato
```
Spareggio fra l'ultima classificata del 
Državno prvenstvo 1938-1939
 e la vincitrice della fase provinciale della sottofederazione di Zagabria.
```

| Squadra 1         | Totale | Squadra 2 | Andata     | Ritorno    |
| ----------------- | ------ | --------- | ---------- | ---------- |
|                   |        |           | 13.08.1939 | 20.08.1939 |
| Slavija Varaždin  | 8–3    | Bjelovar  | 5–1        | 3–2        |
| Fonte: exyufudbal |        |           |            |            |

```
Slavija Varaždin
 qualificato alla 
Hrvatsko-slovenska liga 1939-40
```